# Rafael de Diego
Rafael de Diego Larrañaga (Guetaria, Guipúzcoa, 7 de mayo de 1944-Luanco, Asturias, 17 de agosto de 1982) fue un futbolista español que jugaba como delantero. Químico de profesión, tras colgar las botas tuvo un negocio de industrias químicas y ocupó la secretaría técnica del Real Oviedo. Falleció a causa de una explosión que tuvo lugar en un restaurante de la localidad asturiana de Luanco, en la que también perecieron su madre, su esposa y dos de sus hijos.

## Clubes
| Club                    | País   | Año       |
| ----------------------- | ------ | --------- |
| Real Sociedad de Fútbol | España | 1963-1965 |
| Real Oviedo             | España | 1965-1967 |
| Real Madrid C. F.       | España | 1967-1970 |
| C. E. Sabadell F. C.    | España | 1970-1971 |
| Sevilla F. C.           | España | 1971-1972 |
| R. C. D. Español        | España | 1972-1974 |
| Real Sporting de Gijón  | España | 1974-1976 |
| C. D. Pegaso            | España | 1976-1977 |
| C. D. Ensidesa          | España | 1977-1978 |